# Мінідока (Айдахо)
Мінідока (англ. Minidoka) — місто в окрузі Мінідока, штат Айдахо, США. Згідно з переписом 2010 року населення становило 112 осіб, що на 17 осіб менше, ніж 2000 року.

## Географія
Мінідока розташована за координатами 42°45′14″ пн. ш. 113°29′24″ зх. д. / 42.75389° пн. ш. 113.49000° зх. д. (42.753970, -113.489955).  За даними Бюро перепису населення США в 2010 році місто мало площу 0,27 км², уся площа — суходіл.

## Демографія

### Перепис 2010 року
За даними перепису 2010 року, у місті проживало 112 осіб у 30 домогосподарствах у складі 28 родин. Густота населення становила 393,1 ос./км². Було 43 помешкання, середня густота яких становила 150,9/км². Расовий склад міста: 46,4% білих, 42,0% інших рас, а також 11,6% людей, які зараховують себе до двох або більше рас. Іспанці та латиноамериканці незалежно від раси становили 76,8% населення.
Із 30 домогосподарств 50,0% мали дітей віком до 18 років, які жили з батьками; 83,3% були подружжями, які жили разом; 3,3% мали господиню без чоловіка; 6,7% мали господаря без дружини і 6,7% не були родинами. 3,3% домогосподарств складалися з однієї особи, у тому числі 3,3% віком 65 і більше років. У середньому на домогосподарство припадало 3,73 мешканця, а середній розмір родини становив 3,50 особи.
Середній вік жителів міста становив 30,3 року. Із них 29,5% були віком до 18 років; 12,4% — від 18 до 24; 25% від 25 до 44; 21,5% від 45 до 64 і 11,6% — 65 років або старші. Статевий склад населення: 51,8% — чоловіки і 48,2% — жінки.
Середній дохід на одне домашнє господарство  становив 35 683 долари США (медіана — (X)), а середній дохід на одну сім'ю — 35 683 долари (медіана — (X)). За межею бідності перебувало 47,0 % осіб, у тому числі 61,3 % дітей у віці до 18 років та 66,7 % осіб у віці 65 років та старших.
Цивільне працевлаштоване населення становило 19 осіб. Основні галузі зайнятості: сільське господарство, лісництво, риболовля — 52,6 %, оптова торгівля — 26,3 %, освіта, охорона здоров'я та соціальна допомога — 21,1 %.

### Перепис 2000 року
За даними перепису 2000 року, у місті проживало 129 осіб у 35 домогосподарствах у складі 29 родин. Густота населення становила 553,4 ос./км². Було 43 помешкання, середня густота яких становила 184,5/км². Расовий склад міста: 31,01% білих, 1,55% азіатів, 64,34% інших рас і 3,10% людей, які зараховують себе до двох або більше рас. Іспанці та латиноамериканці незалежно від раси становили 77,52% населення.
Із 35 домогосподарств 62,9% мали дітей віком до 18 років, які жили з батьками; 71,4% були подружжями, які жили разом; 5,7% мали господиню без чоловіка, і 14,3% не були родинами. 14,3% домогосподарств складалися з однієї особи, у тому числі 5,7% віком 65 і більше років. У середньому на домогосподарство припадало 3,69 мешканця, а середній розмір родини становив 4,03 особи.
Віковий склад населення: 41,1% віком до 18 років, 13,2% від 18 до 24, 24,0% від 25 до 44, 17,8% від 45 до 64 і 3,9% від 65 років і старші. Середній вік жителів — 23 роки. Статевий склад населення: 50,0 % — чоловіки і 50,0 % — жінки.
Середній дохід домогосподарств у місті становив $21 250, родин — $24 063. Середній дохід чоловіків становив $17 813 проти $11 250 у жінок. Дохід на душу населення в місті був $5 727. 27,6% родин і 31,7% населення перебували за межею бідності, включаючи 33,3% віком до 18 років і жодного від 65 і старших.